# Mễ Tuyết
Mễ Tuyết (tên tiếng Anh: Michelle Yim, sinh ngày 2 tháng 9 năm 1955) là một nữ diễn viên người Hồng Kông. Cô bắt đầu tham gia diễn xuất từ năm 1975 và tham gia rất nhiều phim truyền hình của ATV và TVB. Mễ Tuyết tốt nghiệp trường St. Rose of Lima's College.

## Sự nghiệp

### Khởi nghiệp
Năm 1975, Mễ Tuyết gia nhập công ty CTV và bắt đầu sự nghiệp điện ảnh tại đây. Cô tham gia bộ phim đầu tiên Anh hùng xạ điêu với vai nữ chính Hoàng Dung. Bộ phim này cô trở nên nổi tiếng.
Thập niên 1980, Mễ Tuyết tham gia công ty RTV (tiền thân của ATV). Tại đây cô tham gia nhiều phim truyền hình nổi tiếng như Đại nội quần anh (The Dynasty), Võ hiệp Đế Nữ Hoa (Princess Cheung Ping), Hoắc Nguyên Giáp (The Legendary Fok). Cô được mệnh danh là "Công chúa phim võ hiệp" trong quãng thời gian này.
Năm 1985, Mễ Tuyết ký hợp đồng với ATV vào vai chính cho nhiều bộ phim truyền hình của ATV. Bộ phim Bình tung hiệp ảnh (Chronicles of the Shadow Swordman) mà cô đóng chung với Lưu Tùng Nhân nhận được đánh giá cao từ khán giả và đưa sự nghiệp của cô tới tầm cao mới. Mễ Tuyết và Lưu Tùng Nhân trở thành cặp đôi được yêu thích lúc bấy giờ. Năm 1993, cô gia nhập TVB và tham gia bộ phim truyền hình nhiều tập Cả nhà cùng vui (Mind Our Own Business).

### Từ thập niên 2000
Năm 2000, Mễ Tuyết và Lưu Tùng Nhân vào vai cha mẹ của Trương Vô Kỵ trong bộ phim TVB Ỷ Thiên Đồ Long Ký. Diễn xuất của cặp đôi này được đánh giá cao. Mặc dù đã 40 tuổi ở thời điểm đó nhưng cô vẫn thể hiện tốt vai nữ hiệp 20 tuổi. Cô được đặt biệt danh "trẻ mãi không già". Từ năm 2000, cô tham gia tích cực trong nhiều hoạt động nghệ thuật bao gồm phim truyền hình, khiêu vũ, game show, sự kiện âm nhạc.
Năm 2008, Mễ Tuyết giành giải Nữ diễn viên chính xuất sắc nhất với phim Sức mạnh tình thân (Moonlight Resonance) tại Giải thưởng thường niên TVB 2008. Bộ phim này cũng giúp cô giành giải Nữ diễn viên chính xuất sắc nhất" tại giải Asian Television Awards 2009.
Năm 2012, Mễ Tuyết một lần nữa được đề cử giải Nữ diễn viên chính xuất sắc nhất tại Giải thưởng thường niên TVB 2012 với vai Từ Hi Thái Hậu trong phim Đại thái giám.

## Đời sống cá nhân
Mễ Tuyết có mối quan hệ với cầu thủ bóng đá và kiêm diễn viên Wan Chi-keung trong thời gian dài. Tuy nhiên bạn trai của cô đã qua đời năm 2010.

## Phim đã tham gia

### Phim truyền hình thập niên 1990 đến nay
| Năm  | Tên phim                              | Tên phim tiếng Anh                   | Vai diễn        | Công ty   | Giải thưởng |
| ---- | ------------------------------------- | ------------------------------------ | --------------- | --------- | --- |
| 1990 | Thiên la địa võng                     | Heavens Retribution                  | Shum Suet-ying  | ATV       | |
| 1990 | Máu nhuộm Tử Cấm Thành                | Bloodshed Over the Forbidden City    | Từ Hi Thái hậu  | ATV       | |
| 1990 | Niệm khúc cuối                        | Last Song for Killer                 |                 | ATV       | |
| 1991 | Hận thù đường đời                     | The Good Fella From Temple Street    | Cheung Wai-tak  | ATV       | |
| 1991 | Nhất đại thiên kiều                   | Legend of A Beauty                   |                 | SBC       | |
| 1992 |                                       | Queen of the Opera                   |                 | ATV       | |
| 1992 |                                       | Casanova In China                    | Mui Lan-sin     | ATV       | |
| 1992 |                                       | AIDS Carrier                         |                 | RTHK      | |
| 1992 |                                       | Return To The Truth                  | Lam Suk-han     | ATV       | |
| 1992 | Võ lâm kim lệnh                       | Mythical Crane and Magical Needle 92 | Lam Chui-dip    | ATV       | |
| 1993 | Gia tộc                               | CYC Family                           |                 |           | |
| 1993 | Cả nhà cùng vui                       | Mind Our Own Business                | Ching Yu-chu    | TVB       | |
| 1995 | Vạn nẻo đường tình                    | Down Memory Lane                     | Yuen Sau-lan    | TVB       | |
| 1995 | Bao Thanh Thiên                       | Justice Pao                          | Ngok Ming-chu   | ATV       | |
| 1996 | Bao Thanh Thiên                       | Justice Pao                          | To Sap-sam      | TVB       | |
| 1996 | Vua bịp tái xuất giang hồ             | King of Gambler                      | Sam Siu-chun    | ATV       | |
| 1996 | Hương giang tuế nguyệt 2              | Miracle of the Orient II             |                 | RTHK      | |
| 1997 | Tuyết Hoa thần kiếm                   | The Snow is Red                      | Nhiếp Mị Nương  | ATV       | |
| 1998 |                                       | King Fei Kau Leung Chu Sam Kok       |                 |           | |
| 2000 |                                       | Bond of Friendship                   |                 | HVD       | |
| 2001 | Sóng gió cuộc đời                     | Reaching Out                         | Chan Kiu        | TVB       | |
| 2001 | Ỷ Thiên Đồ Long Ký                    | The Heaven Sword & The Dragon Sabre  | Ân Tố Tố        | TVB       | |
| 2002 |                                       | Cash is King                         | Lương Băng Băng | SPH       | |
| 2004 | Đối đầu với thời gian                 | Venture Against Time                 | Sing Mei-kuen   | ATV       | |
| 2005 | Học cảnh hùng tâm                     | The Academy                          | Trần Yến Đình   | TVB       | |
| 2005 |                                       | The Rainbow Connection               | Ching Rui-suet  | MediaCorp | |
| 2005 | Mưu dũng kỳ phùng                     | The Gentle Crackdown                 | Gam Ying        | TVB       | Đề cử - Giải thưởng thường niên TVB cho Nữ diễn viên phụ xuất sắc nhất (Top 5) |
| 2005 | Mất tích bí ẩn                        | Into Thin Air                        | Giang Lệ Bình   | TVB       | |
| 2007 | Hành động đột phá                     | The Brink of Law                     | Tống Kim Chi    | TVB       | Đề cử - Giải thưởng thường niên TVB cho Nữ diễn viên chính xuất sắc nhất (Top 20) Nomianted - Astor Wah Lai Toi Award for Best Villain |
| 2007 | Sóng gió gia tộc                      | Heart of Greed                       | Lăng Lợi        | TVB       | Đề cử - Giải thưởng thường niên TVB cho Nữ nhân vật được yêu thích nhất (Top 24) |
| 2007 | Học cảnh đi tuần                      | On the First Beat                    | Trần Yến Đình   | TVB       | |
| 2007 | Đội điều tra liêm chính 2007          | ICAC Investigators 2007              | Lý Nguyệt Quyên | TVB       | |
| 2008 | Sức mạnh tình thân                    | Moonlight Resonance                  | Ân Hồng         | TVB       | Đoạt giải - Giải thưởng thường niên TVB cho Nữ diễn viên chính xuất sắc nhất Đoạt giải - Asian Television Awards 2009 for Best Actress Đoạt giải - Guangzhou TV Awards 2009 for Best Diễn viên                                                                                                  |
| 2008 |                                       | Love Tribulations                    | Ân Tích Hồng    | GZBN      | |
| 2009 | Cung Tâm Kế                           | Beyond the Realm of Conscience       | Chung Tuyết Hà  | TVB       | Đề cử - Giải thưởng thường niên TVB cho Nữ diễn viên phụ xuất sắc nhất (Top 5) |
| 2009 |                                       | The Great Handmaiden                 | Lương Ngọc Như  | HNETV     | |
| 2010 | Ngũ vị nhân sinh                      | The Season of Fate                   | Uông Nhược Lam  | TVB       | Đề cử - Giải thưởng thường niên TVB cho Nữ diễn viên phụ xuất sắc nhất (Top 15) Đề cử - My AOD Favourite Award for Best Actress (Top 12) |
| 2010 | Hạnh phúc đắng cay                    | Beauty Knows No Pain                 | Uông Hải Kình   | TVB       | |
| 2010 | Văn phòng bác sĩ                      | Show Me the Happy                    | Tư Thiên        | TVB       | |
| 2012 | Tân bạch phát ma mữ                   | The Bride with White Hair            | Lăng Mộ Hoa     | HSTV      | |
| 2012 | Đại thái giám                         | The Confidant                        | Từ Hi Thái hậu  | TVB       | Đề cử - Giải thưởng thường niên TVB cho Nữ diễn viên chính xuất sắc nhất (Top 5) Đề cử - Giải thưởng thường niên TVB cho Nữ nhân vật được yêu thích nhất (Top 10) Đề cử - My AOD Favourite Award for Best Actress (Top 12) Đề cử - My AOD Favourite Award for My Favourite Television Character |
| 2012 | Cung toả châu liêm 2                  | Palace II                            | Mẹ Vân Tần      | HBS       | |
| 2012 | Hiên Viên kiếm - Thiên chi ngân       | Xuan-Yuan Sword: Scar of Sky         | Nữ Oa           |           | |
| 2013 | Thổ Địa ông Thổ Địa bà                | Earth God and Earth Grandmother      |                 |           | |
| 2013 | Bao la vùng trời 2                    | Triumph in the Skies II              | Manna           | TVB       | |
| 2013 | Cafe hữu tình                         | Coffee Cat Mama                      | Mã Tư Nhã       | TVB       | |
| 2015 | Xung tuyến                            | Young Charioteers                    | Lý Tuệ Vân      | TVB       | |
| 2015 | Sự chuyển mình hoa lệ                 | Limelight Years                      | Minh Hà         | TVB       | |
| 2017 | Tình Thương Của Mẹ Hổ                 |                                      |                 | TVB       | |
| 2018 | Thâm Cung Kế                          | Deep in the Realm of Conscience      | Vi Hậu          | TVB       | |
| 2020 | Bằng Chứng Thép IV                    | Forensics Heroes                     | Long Ánh Tuyết  | TVB       | |
| 2020 | Bên Tóc Mai Không Phải Hải Đường Hồng | Winter Begonia                       | Lão Phúc tấn    | IQiyi     | |
| 2021 | Mối tình không lời                    | A Love Of No Words                   | Chu Sa Kiều     | TVB       | |

### Phim truyền hình
| Năm  | Tên phim               | Tên phim tiếng Anh                         | Vai diễn                  | Công ty | Giải thưởng |
| ---- | ---------------------- | ------------------------------------------ | ------------------------- | ------- | ----------- |
| 1975 | Bước thăng trầm        | Ups and Downs                              |                           | CTV     |             |
| 1976 |                        | Saga of Sui & Tang Dynasty                 |                           | CTV     |             |
| 1976 |                        | Legend of the Condor Heroes                | Wong Yung                 | CTV     |             |
| 1976 |                        | The Return of the Condor Heroes            | Wong Yung                 | CTV     |             |
| 1976 |                        | Heroes From Guangdong                      |                           | CTV     |             |
| 1976 |                        | Blindness                                  |                           | CTV     |             |
| 1977 |                        | Small vs Big                               |                           | CTV     |             |
| 1977 |                        | Side Story of the Pugilistic World         |                           | CTV     |             |
| 1977 |                        | Yee Pik Wan Tin                            |                           | CTV     |             |
| 1977 |                        | Dream of the Red Chamber                   |                           | CTV     |             |
| 1978 |                        | Love Affairs                               |                           | CTV     |             |
| 1978 |                        | The Wind and Thunderous Saber              |                           | CTV     |             |
| 1979 |                        | The Twins                                  | So Ying                   | TVB     |             |
| 1980 |                        | On The Waterfront                          |                           | RTV     |             |
| 1980 | Đại nội quần anh       | The Dynasty                                |                           | RTV     |             |
| 1980 |                        | Fatherland (II) - Radical City             |                           | RTV     |             |
| 1980 |                        | Tai Chi Master                             | To Choi-yi                | RTV     |             |
| 1981 |                        | The Coma                                   |                           | RTV     |             |
| 1981 | Võ hiệp Đế Nữ Hoa      | Princess Cheung Ping                       |                           | RTV     |             |
| 1981 | Hoắc Nguyên Giáp       | The Legendary Fok                          | Chiu Sin-nam              | RTV     |             |
| 1982 |                        | Hong Kong82                                |                           | TVB     |             |
| 1982 |                        | The Legend of Master So                    | Siu Ling                  | TVB     |             |
| 1983 |                        | Tiger Hill Trail                           |                           | ATV     |             |
| 1983 |                        | Heroes From Zhujiang                       |                           | ATV     |             |
| 1984 |                        | The Undercover Agents                      |                           | ATV     |             |
| 1984 |                        | Below The Lion Rock                        |                           | RTHK    |             |
| 1984 | Hương giang tuế nguyệt | Miracle of the Orient I                    |                           | RTHK    |             |
| 1985 | Bình tung hiệp ảnh     | Chronicles of the Shadow Swordman          | Wan Lui 雲蕾              | ATV     |             |
| 1985 |                        | Romance of the Maples Leaves               | Chin Wen Fung 秦文鳳      | TTV     |             |
| 1985 |                        | The Legendary Prime Minister – Zhuge Liang | Siu-kiu                   | ATV     |             |
| 1985 |                        | Chor Lau-heung                             | Su Rongrong / Su Mangmang | CTV     |             |
| 1986 |                        | Rise of the Great Wall                     | Suet-ying                 | ATV     |             |
| 1986 | The Royal Sword        |                                            |                           |         |             |
| 1986 |                        | Lady C.I.D                                 |                           | ATV     |             |
| 1987 |                        | Laugh In The Sleeves                       |                           | ATV     |             |
| 1988 |                        | Mai Wan                                    |                           | ATV     |             |
| 1988 |                        | The Formidable Lady From Shaolin           | Yim Wing-chun             | TVB     |             |
| 1988 |                        | Law and Order                              |                           | ATV     |             |
| 1988 |                        | Hung Ling                                  |                           | ATV     |             |
| 1988 |                        | Storm In October                           |                           | ATV     |             |
| 1988 |                        | August Scent                               |                           | TTV     |             |
| 1989 |                        | Lady Enforcer                              |                           | ATV     |             |

## Giải thưởng
Giải thưởng thường niên TVB
- Nữ diễn viên chính xuất sắc nhất
  - 2008: Sức mạnh tình thân

Asian Television Awards
- Nữ diễn viên chính xuất sắc nhất - Phim truyền hình
  - 2009: Sức mạnh tình thân